# Jordan Jordanow (Radsportler)
Jordan Jordanow (bulgarisch Йордан Йорданов; * 1956) ist ein ehemaliger bulgarischer Radrennfahrer.

## Sportliche Laufbahn
Jordanow war im Straßenradsport aktiv. 1979 siegte er im Etappenrennen Sofia–Warna vor Jordan Pentschew. Dabei gewann er zwei Etappen. 1982 holte er einen Etappensieg in der Bulgarien-Rundfahrt.
Die Internationale Friedensfahrt bestritt er viermal. 1976 wurde er 20., 1978 31., 1979 37. und 1980 38. der Gesamtwertung.